# Elitloppet 1995
Elitloppet 1995 var den 44:e upplagan av Elitloppet, som gick av stapeln söndagen den 28 maj 1995 på Solvalla i Stockholm. Finalen vanns av den svenska hästen Copiad, körd och tränad av Erik Berglöf.
Detta var Copiads andra raka seger i Elitloppet, och han blev den första svenskfödda travaren att vinna loppet två år i rad.

## Upplägg och genomförande
Elitloppet är ett inbjudningslopp och varje år bjuds 16 hästar som utmärkt sig in till Elitloppet. Hästarna lottas in i två kvalheat, och de fyra bästa i varje försök går vidare till finalen som sker 2–3 timmar senare samma dag. Desto bättre placering i kvalheatet, desto tidigare får hästens tränare välja startspår inför finalen. Samtliga tre lopp travas sedan 1965 över sprinterdistansen 1 609 meter (engelska milen) med autostart (bilstart). I Elitloppet 1995 var förstapris i finalen 1 750 000 kronor, och 250 000 kronor i respektive kvalheat.

## Kvalheat 1
| P | S | Häst               | Kusk                | Tränare             | Land      | Odds  | Tid      |
| - | - | ------------------ | ------------------- | ------------------- | --------- | ----- | -------- |
| 1 | 6 | Copiad             | Erik Berglöf        | Erik Berglöf        | Sverige   | 1,22  | 1.11,3   |
| 2 | 1 | Bolets Igor        | Lennart Forsgren    | Bengt-Åke Angel     | Sverige   | 13,70 | 1.11,5   |
| 3 | 3 | Bullville Victory  | Berndt Lindstedt    | Per K. Eriksson     | USA       | 8,90  | 1.12,0   |
| 4 | 2 | Bonheur de Tillard | Jean-Claude Hallais | Jean-Claude Hallais | Frankrike | 24,10 | 1.12,2   |
| 0 | 4 | Zenit F.           | Tommy Zackrisson    | Tommy Zackrisson    | Sverige   | 28,50 | 1.12,6ag |
| 0 | 7 | Armbro Marshall    | William Wellwood    | William Wellwood    | Kanada    | 11,00 | 1.13,4   |
| 0 | 8 | Blixten Pellini    | Sören Norberg       | Sören Norberg       | Sverige   | 15,20 | 1.14,1ag |
| 0 | 5 | Rialto Guy         | Jorma Kontio        | Petri Puro          | Finland   | 46,90 | 1.14,4ag |

## Kvalheat 2
| P | S | Häst          | Kusk               | Tränare              | Land      | Odds  | Tid      |
| - | - | ------------- | ------------------ | -------------------- | --------- | ----- | -------- |
| 1 | 3 | S.J.'s Photo  | David Wade         | David Wade           | USA       | 1,87  | 1.11,5   |
| 2 | 6 | Zoogin        | Åke Svanstedt      | Åke Svanstedt        | Sverige   | 13,30 | 1.11,7   |
| 3 | 4 | Campo Ass     | Heinz Wewering     | Heinz Wewering       | Tyskland  | 16,10 | 1.11,8   |
| 4 | 5 | Abo Volo      | Joseph Verbeeck    | Paul Viel            | Frankrike | 12,40 | 1.11,9ag |
| 0 | 8 | Tamin Sandy   | Björn Garberg      | Olav J. Christiansen | Norge     | 38,30 | 1.12,0   |
| 0 | 1 | Rival Damkaer | Erik Adielsson     | Tommy Strandqvist    | Sverige   | 35,10 | 1.12,2   |
| 0 | 7 | Ina Scot      | Helen A. Johansson | Kjell P. Dahlström   | Sverige   | 2,30  | 1.12,2   |
| 0 | 2 | Baron Karsk   | Stig H. Johansson  | Stig H. Johansson    | Sverige   | 42,90 | 1.15,6ag |

## Finalheat
| P | S | Häst               | Kusk                | Tränare             | Land      | Odds   | Tid      |
| - | - | ------------------ | ------------------- | ------------------- | --------- | ------ | -------- |
| 1 | 3 | Copiad             | Erik Berglöf        | Erik Berglöf        | Sverige   | 1,39   | 1.11,3   |
| 2 | 1 | Zoogin             | Åke Svanstedt       | Åke Svanstedt       | Sverige   | 15,20  | 1.11,5   |
| 3 | 8 | Abo Volo           | Joseph Verbeeck     | Paul Viel           | Frankrike | 25,40  | 1.12,0   |
| 4 | 6 | Campo Ass          | Heinz Wewering      | Heinz Wewering      | Tyskland  | 60,30  | 1.12,2   |
| 5 | 7 | Bonheur de Tillard | Jean-Claude Hallais | Jean-Claude Hallais | Frankrike | 104,80 | 1.12,7   |
| 0 | 2 | S.J.'s Photo       | David Wade          | David Wade          | USA       | 3,10   | 1.12,8ag |
| 0 | 4 | Bolets Igor        | Lennart Forsgren    | Bengt-Åke Angel     | Sverige   | 19,20  | uag      |
| d | 5 | Bullville Victory  | Berndt Lindstedt    | Per K. Eriksson     | USA       | 35,50  | 7ag      |